# Sojombo

Le due varianti del Sojombo nella scrittura omonima

Il Sojombo (in mongolo: Соёмбо) è un simbolo speciale della scrittura Sojombo mongola inventata dal monaco Zanabazar nel 1686. Il nome deriva dal sanscrito svayambhu ("creato da sé").

## Usi
Il simbolo Sojombo è utilizzato nella bandiera nazionale della Mongolia dal 1921 (tranne dal 1921 al 1924), nell'emblema dell'Esercito Popolare Mongolo fino al 1992 e in quello della Mongolia dal 1924 al 1940, oltre che su monete e francobolli. Anche le targhe automobilistiche ordinarie di questo Stato dal 2001 hanno il simbolo come stemma. 
Nella scrittura Sojombo le due varianti del carattere servono ad indicare l'inizio e la fine di un testo.

## Significato

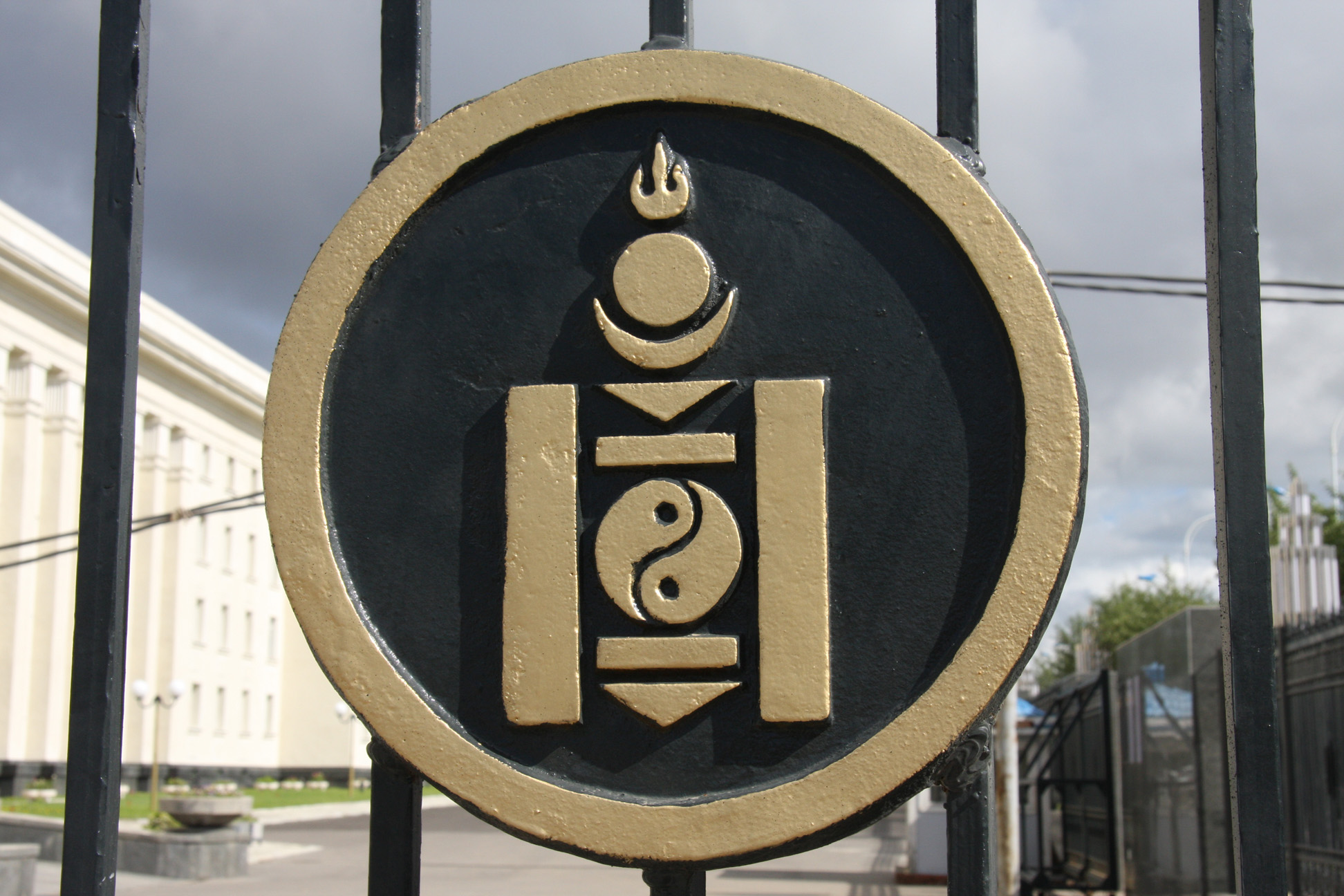
Il simbolo del Sojombo sul cancello del Palazzo del Governo a Ulan-Bator

Il Soyombo ha dieci elementi nella disposizione colonnare di simboli nonché di motivi astratti e geometrici. Agli elementi che compongono il simbolo viene attribuito il seguente significato, senza alcuna gerarchia di importanza:
- Il fuoco: è un simbolo di ricchezza e di successo. Le tre lingue della fiamma rappresentano il passato, il presente e il futuro.
- Il Sole (●) e la Luna (☽): antichi simboli del tengrismo, già utilizzati dagli Xiongnu, che rappresentano il cielo padre e, quindi, dell'origine del popolo mongolo.
- Due triangoli (▼) simili all'estremità di una freccia o di una lancia. Puntano verso il basso per segnalare la sconfitta dei nemici interni ed esterni.
- Due rettangoli orizzontali (▬): conferiscono stabilità alla forma arrotondata. Ogni rettangolo rappresenta l'onestà e l'equità per il popolo mongolo, sia che si trovi ai vertici sia che occupi la base della società.
- Il simbolo taijitu (☯, noto anche come yin e yang): illustra la reciproca complementarità tra uomini e donne. In epoca socialista veniva interpretato come una coppia di pesci e come simbolo di vigilanza, in quanto i pesci non chiudono mai gli occhi.
- Due rettangoli verticali (▮): possono essere interpretati come le mura di una fortezza. Rappresentano unità e forza e si basano sul proverbio mongolo: "L'amicizia reciproca è più forte dei muri di pietra"[1].

Il Sojombo dorato rappresenta l'immutabilità e la costanza; l'intero emblema è l'incarnazione nazionale della libertà e dell'indipendenza. 
I tre simboli superiori - fuoco, sole e luna - sono comuni anche alle bandiere della Mongolia Interna e dell'ex circondario di Aga Buriazia.

## Bandiere che incorporano varianti del simbolo

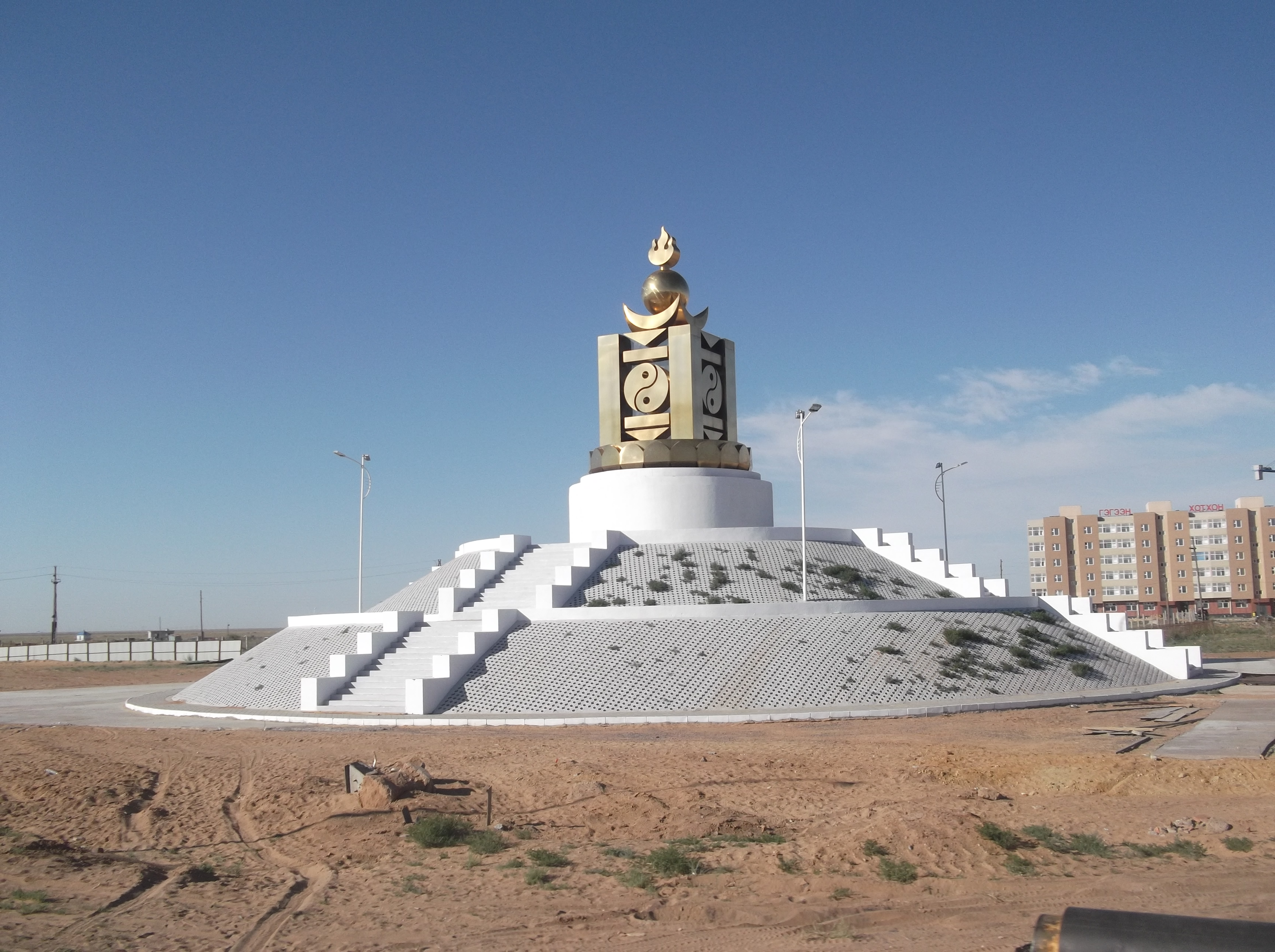
Il simbolo del Sojombo a Zamyn-Ùùd

Bandiera della Mongolia
Bandiera della Repubblica di Buriazia
Bandiera del circondario di Aga Buriazia
Bandiera del Partito Popolare della Mongolia Interna